# Sacecorbo
Sacecorbo é um município da Espanha na província de Guadalajara, comunidade autónoma de Castilla-La Mancha, de área 72,44 km² com população de 177 habitantes (2007) e densidade populacional de 2,25 hab/km².

## Demografia
| Variação demográfica do município entre 1991 e 2004 | Variação demográfica do município entre 1991 e 2004 | Variação demográfica do município entre 1991 e 2004 | Variação demográfica do município entre 1991 e 2004 |
| --------------------------------------------------- | --------------------------------------------------- | --------------------------------------------------- | --------------------------------------------------- |
| 1991                                                | 1996                                                | 2001                                                | 2004                                                |
| 165                                                 | 143                                                 | 161                                                 | 163                                                 |